# Mount Hesperus
Der Mount Hesperus (alternativer Name: North Buttress) ist mit einer Höhe von 2996 m der höchste Berg in den Revelation Mountains im Westen der Alaskakette in Alaska (USA). Zwei Flanken des Bergs überwinden auf einer Strecke von etwa 3 km einen Höhenunterschied von über 2000 m.
Der Mount Hesperus befindet sich im Norden der Revelation Mountains zwischen zwei Armen des Big River. Südwestlich des Gipfels liegt der Revelation-Gletscher. Den Dominanz-Bezug bildet der 93 km entfernte Lucas Marten Peak, ein nördlicher Nebengipfel des Mount Gerdine, in den Tordrillo Mountains.
Der Bergname bezieht sich offensichtlich auf Hesperos, einen Titanen der griechischen Mythologie.